# Bonk's Revenge
Bonk's Revenge (PC-原人2 PC-Genjin 2?) es un videojuego de plataformas desarrollado por Red Company y publicado para TurboGrafx-16 en 1991 y Game Boy en 1994, perteneciendo a la serie Bonk. La versión para TurboGrafx-16 apareció en abril de 2007 para la Consola Virtual de Wii en Europa, América del Norte y Japón, y en noviembre de 2009 para la PlayStation Network japonesa. También apareció en la Windows Store japonesa el 13 de diciembre de 2013 y la de Wii U en 12 de marzo de 2014.